# Manta FC

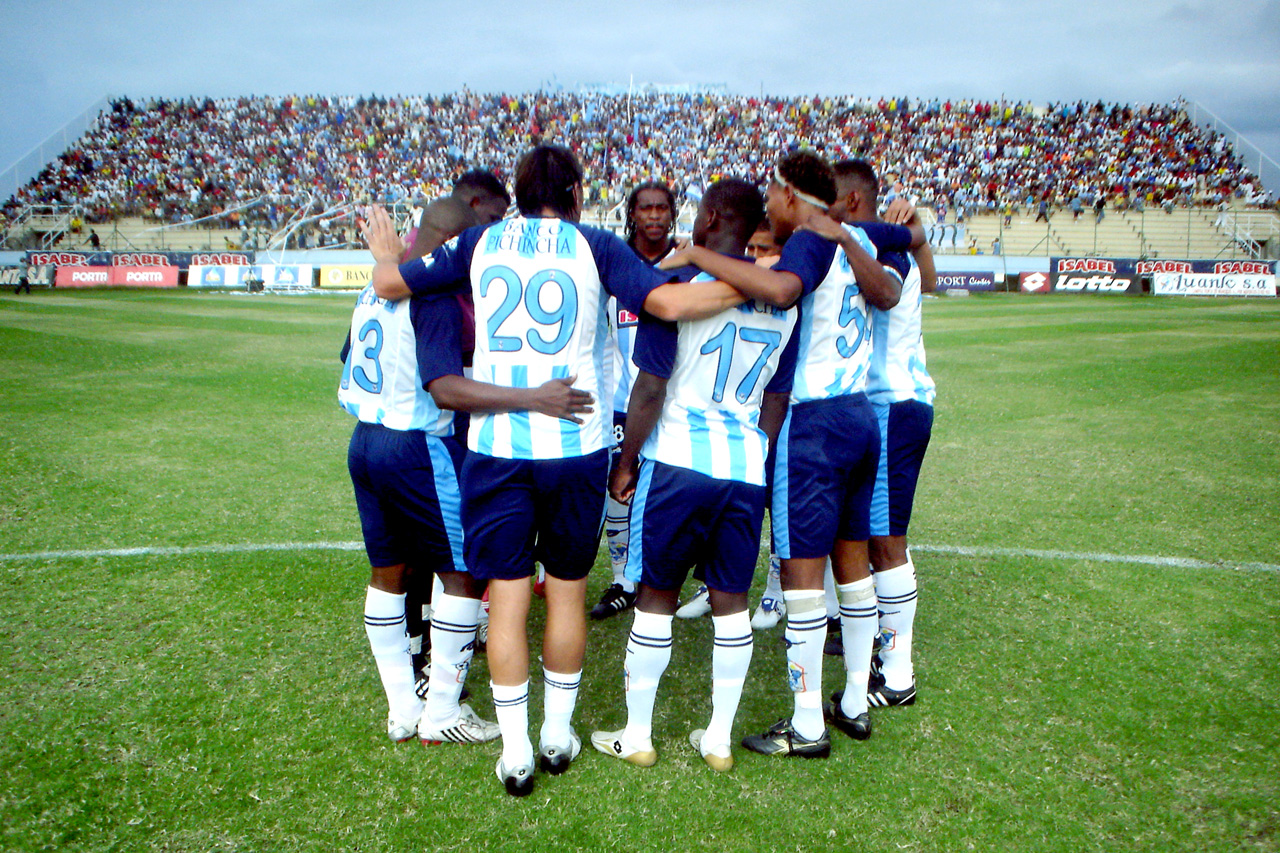
Manta FC in 2008.

Manta FC is een professionele voetbalclub uit Manta, Ecuador. De club werd opgericht op 27 juli 1998. De grootste concurrent van de club is Club Atlético Green Cross, dat eveneens afkomstig is uit Manta.

## Geschiedenis
De eerste jaren van het bestaan speelde de club in regionale competities, maar in 2001 wist de club te promoveren naar de Serie B van het Ecuadoraanse voetbal. Al na een seizoen wist Manta opnieuw te promoveren, naar Serie A, maar na een seizoen volgde opnieuw degradatie. In 2008 werd de club kampioen van de Serie B waardoor opnieuw promotie volgde naar de hoogste divisie.

## Stadion
Manta Fútbol Club speelt zijn thuiswedstrijden in het Estadio Jocay. Het stadion heeft een capaciteit van 20.000 toeschouwers en werd in 1962 in gebruik genomen. Naast Manta Fútbol Club maken diverse andere lokale sportteams gebruik van het stadion, waaronder aartsrivalen Club Atlético Green Cross en Delfín Sporting Club.

## Erelijst
- Serie B (3)

1979 [A], 1982 [C], 2008